# Nicolò Govoni
Nicolò Govoni (Cremona, 17 marzo 1993) è uno scrittore e attivista italiano, presidente e co-fondatore della ONLUS Still I Rise.

## Biografia
Nato a Cremona, dopo un'adolescenza difficile e due bocciature consegue il diploma al liceo linguistico e nel 2013 parte per un'esperienza di volontariato nel'orfanotrofio Dayavu Boy’s Home nel Tamil Nadu. Decide poi di fermarsi in India per continuare l'attività di volontariato e proseguire gli studi iscrivendosi a un corso di laurea in giornalismo alla Symbiosis International University di Pune. Nel 2017 autopubblica l'e-book Bianco come Dio in cui racconta la sua esperienza; il libro diventa un piccolo caso editoriale, vendendo circa diecimila copie e attirando l'interesse della casa editrice Rizzoli che ne acquista i diritti per la pubblicazione. Il ricavato delle vendite viene utilizzato per la realizzazione di una biblioteca nell'orfanotrofio
Nel 2017 Govoni lascia l'India e si sposta prima in Palestina e poi nell'isola di Samo in Grecia, sede di uno dei più grandi campi profughi d'Europa che al momento del suo arrivo ospitava circa 2500 rifugiati a fronte di una capienza dichiarata di 700. Qui decide di fermarsi e collaborare con l'ONG Samos Volunteers, insegnando inglese, matematica e geografia sociale ai ragazzi e collaborando alle altre attività di supporto. 
Nel maggio 2018, assieme alle due volontarie Giulia Cicoli e Sarah Ruzek, e a sette soci in Italia, fonda Still I Rise, con l'obiettivo di garantire l'istruzione a bambini e adolescenti del campo; il nome dell'associazione deriva da un verso della poetessa statunitense Maya Angelou. Ad agosto dello stesso anno apre la Scuola d'emergenza e Riabilitazione Mazì. Nel 2019 pubblica il suo secondo libro per Rizzoli, Se fosse tuo figlio, in cui denuncia le condizioni di vita e i soprusi subiti dai profughi nel campo. Il ricavato del libro viene utilizzato per finanziare la costruzione di una nuova scuola a Gaziantep in Turchia, nei pressi del confine siriano.
Per la sua attività di volontariato nel 2020 vince la prima edizione del premio Premio CIDU per i Diritti Umani assegnato dal Ministero degli Esteri. Govoni si trasferisce poi a Nairobi in Kenia dove segue la realizzazione della prima International School dell'associazione, nata con l'obiettivo di fornire istruzione di alto livello gratuitamente per i ragazzi più poveri permettendogli di ottenere il titolo di Baccalaureato internazionale. La sua attività editoriale nel frattempo prosegue con il libro fotografico Attraverso i nostri occhi. Vivere da bambini in un campo profughi che racconta la sua esperienza a Samo, e il romanzo distopico Fortuna. Si trasferisce a Bogotà, dove segue l'apertura della seconda scuola internazionale. Nel 2023 pubblica il romanzo giallo Altrove per la neonata casa editrice Still I Rise, e viene invitato a raccontare la sua esperienza nella trasmissione A Sua immagine su Rai Uno. Nel 2024 pubblica nuovamente per Rizzoli il saggio Un mondo possibile, e riceve il Premio Internazionale per la Leadership e la Benevolenza Joaquín Navarro-Valls per le sue azioni a favore di persone bisognose.
Nel giugno 2025 esce il documentario School of Life del regista Giuseppe Marco Albano, in cui viene raccontata la storia della sua vita e di Still I Rise.

## Opere
- Bianco come Dio, collana Rizzoli narrativa, Rizzoli, 2018,  p. 220, ISBN 9788817104890.
- Se fosse tuo figlio, collana Rizzoli narrativa, Rizzoli, 2019,  p. 304, ISBN 9788817140928.
- Attraverso i nostri occhi. Vivere da bambini in un campo profughi, collana Best BUR, Rizzoli, 2020,  p. 208, ISBN 9788817153843.
- N. Govoni e R. Geminiani, Il dizionario dell'anima. Le 25 parole per riscoprire se stessi e tornare ad essere felici, illustrazioni di L. Eitmantytė-Valužienė, Trigono Edizioni, 2020,  p. 168, ISBN 9788899994402.
- Fortuna, collana Nuove voci, Rizzoli, 2021,  p. 416, ISBN 9788817159012.
- Ogni cambiamento è un grande cambiamento, collana Nuove voci, Rizzoli, 2022,  p. 142, ISBN 9788817173414.
- Altrove, Trigono Edizioni/Still I Rise Edizioni, 2023,  p. 284, ISBN 9788899994839.
- Un mondo possibile, collana BUR, Rizzoli, 2024,  p. 304, ISBN 9788817188999.